# Collema
Collema Weber ex F.H. Wigg. (galaretnica) – rodzaj grzybów z rodziny galaretnicowatych (Collemataceae). Ze względu na współżycie z glonami zaliczany jest do grupy porostów.
W polskim Makrofitowym Indeksie Rzecznym obecność przedstawicieli tego rodzaju w korycie cieków jest uznawana za wskaźnik ich najwyższej jakości ekologicznej (wartość L=10).

## Systematyka i nazewnictwo
Pozycja w klasyfikacji według Index Fungorum: Collemataceae, Peltigerales, Lecanoromycetidae, Lecanoromycetes, Pezizomycotina, Ascomycota, Fungi.
Synonimy nazwy naukowej: Blennothallia Trevis., Chiastosporum Dughi, Collema sect. Collemodiopsis Vain., Collema subgen. Lathagrium Ach., Collematomyces E.A. Thomas ex Cif. & Tomas., Collemis Clem., Collemodes Fink, Collemodiopsis (Vain.) B. de Lesd., Dicollema Clem., Eucollema (Tuck.) Horw., Gabura Adans., Kolman Adans., Lathagrium (Ach.) Gray, Lepidocollema Vain., Rostania Trevis., Synechoblastus Trevis., Tichodea Körb.
W klasyfikacji Index Fungorum liczne gatunki dawniej zaliczane do rodzaju Collema zostały w 2014 r. przeniesione do rodzajów: Blennothallia, Callome, Enchylium, Lathagrium, Rostania, Scytinium.
Nazwa polska według W. Fałtynowicza.

## Gatunki występujące w Polsce
- Collema flaccidum (Ach.) Ach. 1810 – galaretnica sztywna
- Collema glebulentum (Nyl. ex Cromb.) Degel. 1952 – galaretnica drobnoziarnista
- Collema nigrescens (Huds.) DC. 1805 – galaretnica czarniawa

Nazwy naukowe na podstawie Index Fungorum. Nazwy polskie według W. Fałtynowicza.